# Arcidiocesi di Suva
L'arcidiocesi di Suva (in latino: Archidioecesis Suvana) è una sede metropolitana della Chiesa cattolica nelle Figi. Nel 2022 contava 66.000 battezzati su 893.468 abitanti. È retta dall'arcivescovo Peter Loy Chong.

## Territorio
L'arcidiocesi comprende l'intero arcipelago delle Isole Figi.
Sede arcivescovile è la città di Suva, dove si trova la cattedrale del Sacro Cuore.
Il territorio si estende su 18.274 km² ed è suddiviso in 36 parrocchie.

### Provincia ecclesiastica
| Diocesi                   | Stati e Paesi   |
| ------------------------- | --------------- |
| Arcidiocesi di Suva       | Figi            |
| Diocesi di Rarotonga      | Isole Cook      |
| Diocesi di Tarawa e Nauru | Kiribati, Nauru |

Inoltre sono aggregate alla provincia ecclesiastica di Suva anche la diocesi di Tonga (che si estende su Tonga e Niue), immediatamente soggetta alla Santa Sede, e la missione sui iuris di Funafuti (Tuvalu).

## Storia
L'arcipelago delle isole Figi fu evangelizzato dai padri Maristi.
La prefettura apostolica delle Isole Figi fu eretta il 27 marzo 1863, ricavandone il territorio dal vicariato apostolico dell'Oceania centrale (oggi diocesi di Tonga).
Il 10 maggio 1887 la prefettura apostolica fu elevata a vicariato apostolico con il breve Cum divina favente di papa Leone XIII.
Il 21 giugno 1966 in forza della bolla Prophetarum voces di papa Paolo VI il vicariato apostolico è stato elevato al rango di arcidiocesi metropolitana e ha assunto la denominazione attuale.
Nel novembre del 1986 l'arcidiocesi ha ricevuto la visita pastorale di papa Giovanni Paolo II.

## Cronotassi dei vescovi
Si omettono i periodi di sede vacante non superiori ai 2 anni o non storicamente accertati.
- Jean-Baptiste Bréhéret, S.M. † (1863 - 1887 dimesso)
- Julien Vidal, S.M. † (13 maggio 1887 - 2 aprile 1922 deceduto)
- Charles-Joseph Nicolas, S.M. † (2 aprile 1922 succeduto - 15 agosto 1941 deceduto)
- Victor Frederick Foley, S.M. † (11 maggio 1944 - 1º gennaio 1967 dimesso[4])
- George Hamilton Pearce, S.M. † (22 giugno 1967 - 10 aprile 1976 dimesso)
- Petero Mataca † (10 aprile 1976 - 19 dicembre 2012 ritirato)
- Peter Loy Chong, dal 19 dicembre 2012

## Statistiche
L'arcidiocesi nel 2022 su una popolazione di 893.468 persone contava 66.000 battezzati, corrispondenti al 7,4% del totale.
| anno | popolazione | popolazione | popolazione | presbiteri | presbiteri | presbiteri | presbiteri                | diaconi | religiosi | religiosi | parrocchie |
| anno | battezzati  | totale      | %           | numero     | secolari   | regolari   | battezzati per presbitero | diaconi | uomini    | donne     | parrocchie |
| ---- | ----------- | ----------- | ----------- | ---------- | ---------- | ---------- | ------------------------- | ------- | --------- | --------- | ---------- |
| 1970 | 46.672      | 526.765     | 8,9         | 82         | 10         | 72         | 569                       |         | 119       | 250       | 35         |
| 1980 | 52.644      | 624.062     | 8,4         | 81         | 21         | 60         | 649                       |         | 106       | 244       | 33         |
| 1990 | 67.325      | 727.104     | 9,3         | 108        | 18         | 90         | 623                       |         | 152       | 192       | 33         |
| 1999 | 84.236      | 841.142     | 10,0        | 105        | 23         | 82         | 802                       |         | 139       | 182       | 34         |
| 2000 | 86.141      | 849.637     | 10,1        | 120        | 28         | 92         | 717                       |         | 171       | 155       | 34         |
| 2001 | 82.695      | 815.714     | 10,1        | 126        | 29         | 97         | 656                       |         | 172       | 161       | 35         |
| 2002 | 84.291      | 824.438     | 10,2        | 126        | 27         | 99         | 668                       |         | 167       | 143       | 35         |
| 2003 | 85.518      | 890.393     | 9,6         | 123        | 31         | 92         | 695                       |         | 151       | 151       | 35         |
| 2004 | 87.090      | 959.424     | 9,1         | 145        | 33         | 112        | 600                       |         | 180       | 159       | 35         |
| 2010 | 101.050     | 1.297.683   | 7,8         | 79         | 30         | 49         | 1.279                     |         | 102       | 135       | 35         |
| 2014 | 106.800     | 1.326.000   | 8,1         | 109        | 34         | 75         | 979                       |         | 139       | 127       | 34         |
| 2017 | 63.762      | 869.458     | 7,3         | 121        | 33         | 88         | 526                       |         | 172       | 125       | 35         |
| 2020 | 64.900      | 882.000     | 7,4         | 121        | 33         | 88         | 536                       |         | 172       | 125       | 35         |
| 2022 | 66.000      | 893.468     | 7,4         | 124        | 36         | 88         | 532                       |         | 172       | 125       | 36         |